# Guido Cucci
Guido Cucci (Nocera Inferiore, 1907 – Ebennat - Valle Ambò, 27 novembre 1939) è stato un militare italiano, decorato con la Medaglia d'oro al valor militare alle memoria.

## Biografia
Nacque a Nocera Inferiore nel 1907, figlio di Giacomo Cucci, generale del Regio Esercito, e di Marianna Melchionna, fu allievo del corso 1923-1926 della Scuola militare Nunziatella di Napoli, dove conseguì la maturità classica. Transitato alla Scuola allievi ufficiali di complemento di Roma, ne ricevette la nomina a sottotenente il 16 giugno 1927, venendo poi assegnato al 1º Reggimento Bersaglieri. Fu ammesso all' Accademia di Fanteria e Cavalleria di Modena che frequentò dall'Ottobre del 1927. Animato da una grande passione per gli studi ed ottenuto il congedo il 28 dicembre 1928, si iscrisse alla facoltà di Giurisprudenza dell'Università di Napoli, laureandosi nel 1930. Nel 1932 ottenne inoltre la laurea in Scienze politiche e sociali presso la medesima università.
Alto, biondo, elegante, coltissimo, (...) nutriva un amore quasi disperato per l'Africa, e nel 1933, probabilmente a seguito di esternazioni, manifestate in alcuni suoi scritti, che furono giudicate poco in linea con il regime del tempo e relative alla condizione svantaggiata dei cittadini dell'allora Colonia Eritrea, venne inaspettatamente richiamato in servizio temporaneo e trasferito in Libia, inquadrato come sottocapomanipolo della 2ª Legione libica della MVSN. Nel dicembre 1934 fu trasferito al 1º Reggimento d'Africa. Nel giugno 1935 passò invece alla 101ª Legione CC.NN. "Sabauda", 4ª Divisione CC.NN. "3 gennaio" e con essa partì per l'Eritrea, dove partecipò a tutte le operazioni di guerra. In particolare, il 12 febbraio 1936 partecipò valorosamente al combattimento di Taga Taga, meritando una Croce di guerra al valor militare. Nel luglio dello stesso anno fu promosso tenente, per poi essere rimpatriato e congedato nel dicembre.

Elena Sengal

Si iscrisse quindi all'Istituto Universitario Orientale di Napoli, dove conobbe Elena Sengal, una cittadina italiana di origine etiope, che si era laureata a Napoli in Lettere e filosofia, era insegnante dell'Istituto e che aveva pubblicato una ventina di volumi scientifici. Il sopraggiungere delle Leggi razziali fasciste impedì tuttavia alla coppia di convolare a nozze.
Guido Cucci tornò in servizio nel luglio 1938, quando con il grado di sottotenente di fanteria in s.p.e., fu assegnato prima alla banda del Seraé in Africa Orientale Italiana. Di ritorno in Italia, concepì un bambino con la propria compagna, sempre attendendo di ottenere l'autorizzazione al matrimonio. Tale proposito doveva tuttavia rimanere tale, dato che nel settembre 1939 Cucci fu assegnato al gruppo Bande . Con questa unità, egli partecipò eroicamente al combattimento del 27 novembre 1939 a Ebennat - Valle Ambò, dove perse la vita. Gli fu assegnata nel 1941 la Medaglia d'oro al valor militare alla memoria.